# Atlantic Airways Flight 670
Atlantic Airways Flight 670 var ett chartrat flygplan mellan Stavanger flygplats och Molde flygplats med en mellanlandning på Stord flygplats i Norge. Vid klockan 07:35 den 10 oktober 2006 gled flygplanet British Aerospace 146-200 av landningsbanan vid landning och började brinna.
Flygplanet hade 16 personer ombord, 12 personer och en besättning på fyra personer. Atlantic Airways-chefen Magni Arge sade att elva av passagerarna var norska och en icke-norsk. Besättningen bestod av tre färingar och en dansk. Färskare uppgifter bekräftade att 12 personer, bland annat piloter, räddades från elden och fyra avled – tre norska passagerare och en färöisk flygvärdinna. Flygplanet var ett av flera som transporterade byggarbetare för Aker Kværner Stord för konstruktion vid Aukra relaterade till Ormen Langefältet.
Orsaken till haveriet är var att spoilersystemet inte gick att aktivera vilket gjorde att piloten aktiverade nödbromsen för att få stopp på planet på den korta landningsbanan. Nödbromsarna är inte utrustade med antisladdsystem vilket ledde till vattenplaning. En pilot som landade tjugo minuter tidigare, rapporterade inget ovanligt vid landningen av flygplanet trots att landningsbanan var blöt av regnet. Den 2 september, omkring en månad innan haveriet, tvingades ett flygplan från Atlantic Airways att nödlanda vid Bergen flygplats efter problem med bromssystemet. Flygplatsens brandstation och kontrolltorn har också blivit kritiserade, eftersom en rapport skriven timmar innan olyckan berättade att flygplatsen nekats uppgradering av systemet.
Enligt den färöiska tidningen Dimmalætting var flygplanet 20 år gammalt och köptes av Atlantic Airways år 1988. Under det tidiga 1990-talet gled flygplanet av landningsbanan vid Vágar flygplats, men ingen skadades. Flygplatsens landningsbana är endast 1 400 meter lång, men Stords är endast 1 200 meter lång.
Vid EM-kvalmatchen i fotboll i Montbéliard i Frankrike den 11 oktober 2006 mellan Frankrike och Färöarna hölls en tyst minut till minne för händelsen.